# Horisme indoctrinata
Horisme indoctrinata är en fjärilsart som beskrevs av Walker 1863. Horisme indoctrinata ingår i släktet Horisme och familjen mätare. Inga underarter finns listade i Catalogue of Life.